# Matt Roberts
Matt Roberts, född Matthew Derrick Roberts 10 januari 1978 i Escatawpa, Mississippi, död 20 augusti 2016 i West Bend, Wisconsin var en amerikansk musiker. Han var den ursprungliga gitarristen i det amerikanska rockbandet 3 Doors Down men var tvungen att lämna gruppen av hälsoskäl i maj 2012.
Den 20 augusti 2016 hittades Roberts avliden av en misstänkt överdos.